# Walther Bothe
Walther Wilhelm Georg Bothe (8 de enero de 1891-8 de febrero de 1957) fue un matemático, físico, químico e informático alemán. Recibió el premio Nobel de Física en 1954 (junto con Max Born) por la invención del método de las coincidencias en el empleo del contador Geiger, para el estudio de las radiaciones corpusculares, lo que le permitió seguir trayectorias más largas de rayos duros.
Nació en Oranienburg, cerca de Berlín, en 1891. Estudió en la Universidad de Berlín, donde tuvo como profesor a Max Planck.
En 1930 fue profesor de la Universidad de Giessen y en 1934 fue nombrado director del Instituto de Física en la ciudad de Heidelberg. Demostró, junto con H. Becker, que mediante el bombardeo del berilio con partículas alfa se conseguía una radiación penetrante formada por neutrones.  
Falleció en Heidelberg (Alemania), en 1957.